# グリーン川 (ユタ州)

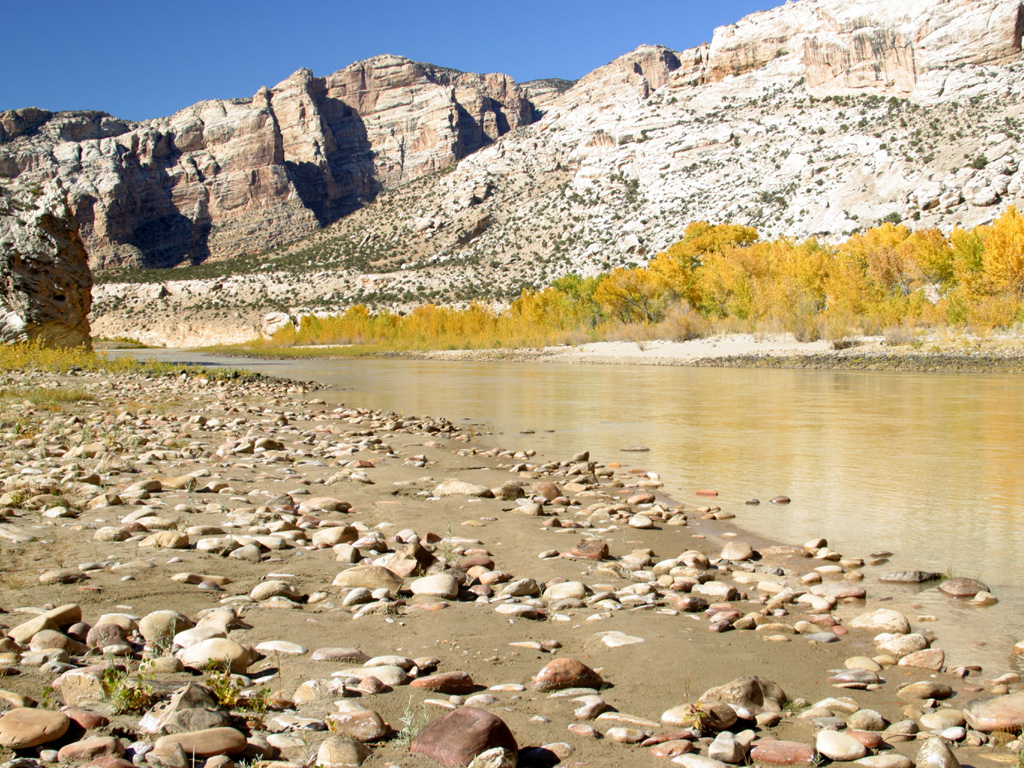
グリーン川

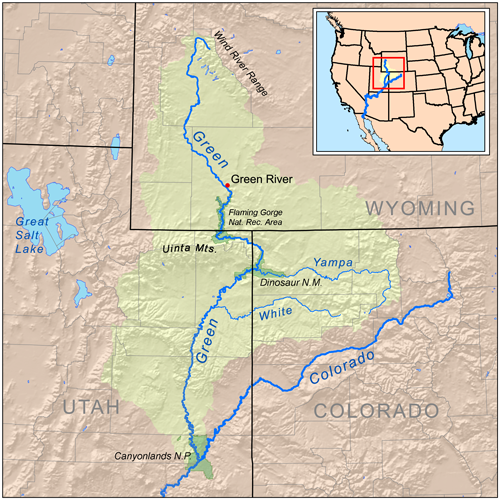
グリーン川流域

グリーン川（グリーンがわ、Green River）は、アメリカ合衆国西部のワイオミング州、コロラド州、ユタ州を流れる全長1,175kmの川で、コロラド川の最長の支流である。ワイオミング州に源流があり、支流の多くはユタ州を流れている。

## 流路
源流はワイオミング州西部のWind River Rangeにある。ワイオミング州西部を南に流れた後、南西に向きを変えたところでBig Sandy Riverが合流し、ユタ州北西部にあるフレイミングゴージダムによりつくられるフレイミングゴージ湖へ注ぐ。
ユインタ山地の東端に沿って東へ流れてコロラド州に入り、ヤンパ川が合流し、ユインタ山地の南に沿って流れてユタ州に戻る。ユタ州では Yampa Plateauを南西に蛇行して流れる。
Ourayの約3km南でドゥシェーン川、そこから約5km下流でホワイト川、さらに16km下流でWillow Riverが合流する。高原の南でNine Mile River、グレイキャニオンでプライス川が合流する。さらに南へ流れ、キャニオンランズ国立公園内でコロラド川に合流する。

## 支流
- プライス川

## 地質学
グリーン川周辺には、5000万年前の堆積層である「グリーン・リバー層」がある。